# Gabinet Abrahama Lincolna
Gabinet Abrahama Lincolna – został powołany i zaprzysiężony w 1861.

## Skład
| Departament/Funkcja | Zdjęcie | Imię i nazwisko      | Kadencja  |
| ------------------- | ------- | -------------------- | --------- |
| Prezydent           |         | Abraham Lincoln      | 1861-1865 |
| Wiceprezydent       |         | Hannibal Hamlin      | 1861-1865 |
|                     |         | Andrew Johnson       | 1865      |
| Sekretarz stanu     |         | William H. Seward    | 1861-1865 |
| Skarb               |         | Salmon P. Chase      | 1861–1864 |
|                     |         | William P. Fessenden | 1864–1865 |
|                     |         | Hugh McCulloch       | 1865      |
| Wojna               |         | Simon Cameron        | 1861–1862 |
|                     |         | Edwin M. Stanton     | 1862-1865 |
| Sprawiedliwość      |         | Edward Bates         | 1861–1864 |
|                     |         | James Speed          | 1864-1865 |
| Poczta              |         | Montgomery Blair     | 1861-1864 |
|                     |         | William Dennison     | 1864–1865 |
| Marynarka wojenna   |         | Gideon Welles        | 1861-1865 |
| Zasoby wewnętrzne   |         | Caleb Blood Smith    | 1861–1862 |
|                     |         | John Palmer Usher    | 1863-1865 |